# Dominion (film, 2018)
Pour les articles homonymes, voir Dominion (homonymie).
Pour plus de détails, voir Fiche technique et Distribution.
Dominion est un documentaire australien du réalisateur et scénariste Chris Delforce, sorti en 2018, qui dénonce six différentes facettes de l'exploitation animale et remet en question la domination de l'espèce Homo sapiens sur le règne animal.
Le film s'inspire largement du contenu de Aussie Farms Repository, un site australien dédié aux droits des animaux , et fait usage lors du tournage de caméras cachées et de drones aériens.

## Synopsis
Dominion décrit, dans 18 chapitres clairement structurés, comment différentes espèces animales sont utilisées et mal utilisées de différentes manières. Le film est divisé en segments couvrant différentes espèces: porcs, poules pondeuses et poulets à viande, dindes, vaches, moutons, chèvres, poissons, lapins, visons, renards, chiens, chevaux, chameaux, souris, animaux exotiques, phoques et dauphins, et une conclusion des narrateurs.

## Fiche technique
- Réalisation, scénario, production et montage : Chris Delforce
- Musique : Asher Pope
- Pays d'origine :  Australie
- Langue originale : anglais
- Genre : documentaire, militant

## Distribution
Narration :
- Joaquin Phoenix
- Rooney Mara
- Sia
- Sadie Sink
- Chris Delforce

## Production
Le documentaire a été produit dans le cadre de deux campagnes de financement participatif qui ont permis de collecter respectivement 19 796 $ et 57 710 € auprès de l'organisation australienne de défense des droits des animaux, Anonymous for the Voiceless. Le film a bénéficié du support de plusieurs personnalités, notamment les acteurs Joaquin Phoenix, Rooney Mara et Sadie Sink, ainsi que la chanteuse Sia. Le film a été présenté à Melbourne le 29 mars 2018.

## Accueil
Selon certains défenseurs des droits des animaux, Domininion est l'un des documentaires les plus puissants jamais réalisés. Considéré comme le « Nouveau Earthlings », il bénéficie du soutien conjoint de nombreux groupes de défense des animaux,.
Le 26 mars 2018, des activistes de la cause animale, occasionnent la fermeture d'un abattoir à Benalla, Victoria, faisant coïncider leur action avec la sortie du film à Melbourne. Le 8 avril 2019, une série d'actions de protestation a lieu dans toute l'Australie pour marquer le premier anniversaire du film. Les protestations comprennent l'occupation d'abattoirs et le blocage pendant les heures de pointe, du trafic routier à l'intersection la plus fréquentée de Melbourne. Des militants brandissent des pancartes faisant la promotion du site web watchdominion.com où Dominion est diffusé gratuitement.

## Distinctions
Récompenses
- Accolade Global Film Competition : Prix d'excellence - Mention spéciale 2018[12]
- Hollywood International Moving Pictures Film Festival : Meilleur long métrage documentaire 2018[13]
- Los Angeles Independent Film Festival Awards 2018[14]
  - Meilleur film
  - Meilleur trailer
  - Meilleure musique originale